# Ласкарис, Константин
Константи́н Ласкарис (греч. Κωνσταντίνος Λάσκαρης, 1434, Константинополь — 15 августа 1501, Мессина, Сицилия) — византийский учёный и грамматик, один из инициаторов возрождения преподавания греческого языка в Италии.

## Биография
Родился в Константинополе в знатном вифинском роде Ласкарисов, к которому принадлежали несколько императоров. Во конце 1440-х — начале 1450-х годов учился у византийского филолога Иоанна Аргиропула. После падения Константинополя в 1453 году он нашёл убежище на острове Родос, а затем в Италии, где был назначен на должность учителя дочери Франческо Сфорца, герцога миланского. Здесь в 1476 году была опубликована его знаменитая «Греческая грамматика» (Grammatica Graeca, sive compendium octo orationis partium); это была первая печатная греческая книга.
После отъезда из Милана в 1465 году Ласкарис преподавал в Неаполе, куда он был приглашён Фердинандом I для чтения курса лекций о Греции. В следующем году он обосновался в Мессине на о. Сицилия по приглашению местных жителей. По рекомендации кардинала Виссариона Никейского он был назначен учить греческому языку монахов-базилиан и продолжал преподавать на Сицилии до самой смерти. Среди его многочисленных учеников были Пьетро Бембо, Франческо Джианелли, Николо Валла. Ласкарис завещал свою библиотеку ценных рукописей в Сенат Мессины; впоследствии эта коллекция была перевезена в Испанию и в настоящее время находится в Национальной Библиотеке Мадрида.
Грамматика, которая часто переиздавалась, является исключительно значимой работой Ласкариса. Его имя было позже известно читателям романа Абеля-Франсуа Вильмэна «Ласкарис, или греки XV столетия» (1825).